# Paź żeglarz
Paź żeglarz, witeź żeglarz, żeglarek (Iphiclides podalirius) – gatunek motyla dziennego z rodziny paziowatych (Papilionidae).
Łacińska nazwa gatunkowa pochodzi od postaci z mitologii greckiej: Ifiklesa i Podalejriosa.

## Opis

### Owad dorosły
Rozpiętość skrzydeł tego motyla wynosi od 70 do 80 mm (według innych źródeł długość przedniego skrzydła dochodzi do 50 mm). Skrzydła jasnożółte; przednie z poprzecznymi, dłuższymi i krótszymi czarnymi przepaskami, tylne z półksiężycowatymi plamami jasnoniebieskiej barwy zlokalizowanymi wzdłuż zewnętrznego brzegu i pomarańczową plamą u wierzchołka, ograniczoną od dołu plamą czarną z niebieską „źrenicą”. Tylna para skrzydeł zwieńczona jest długimi ogonami.

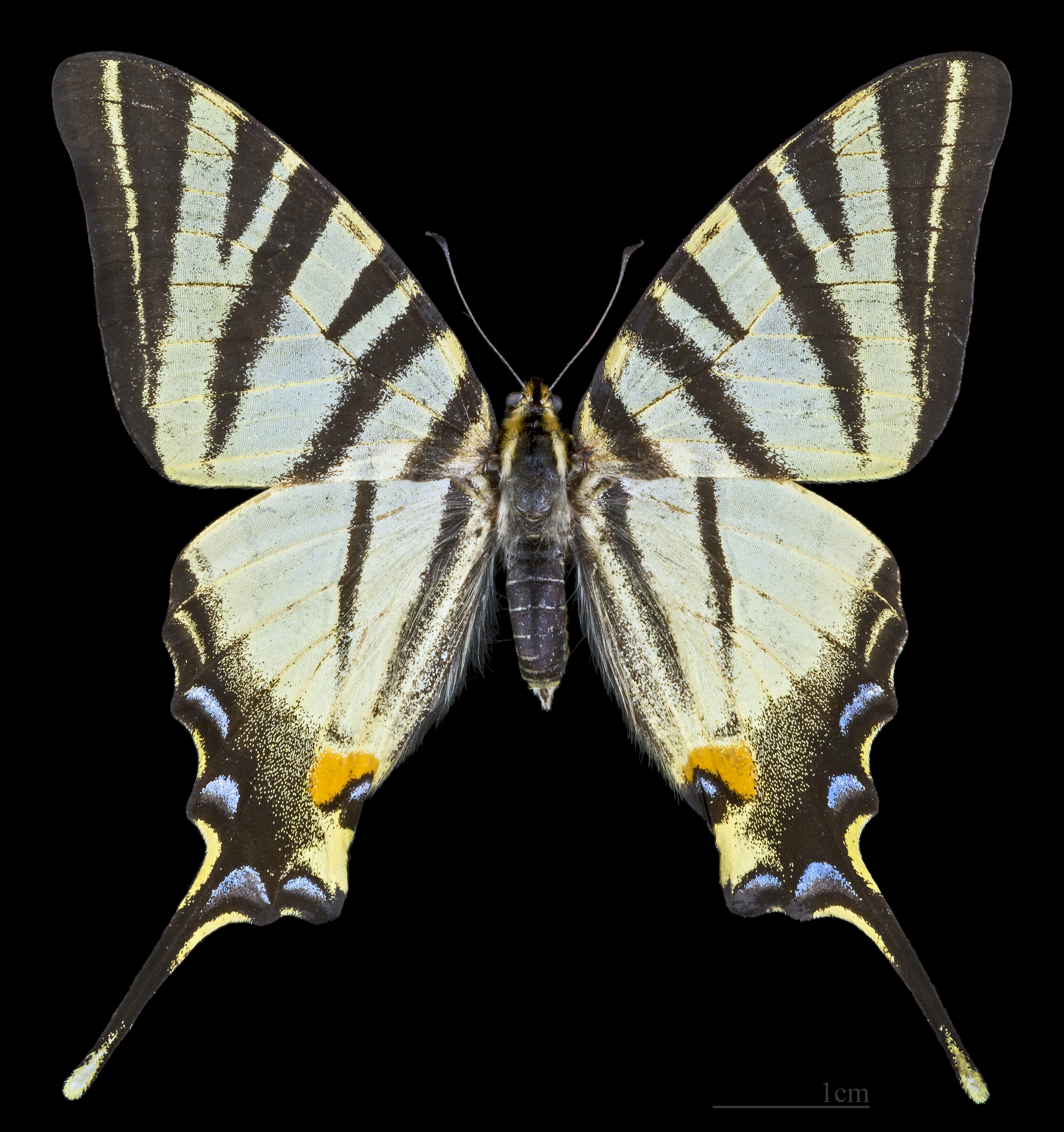
♂
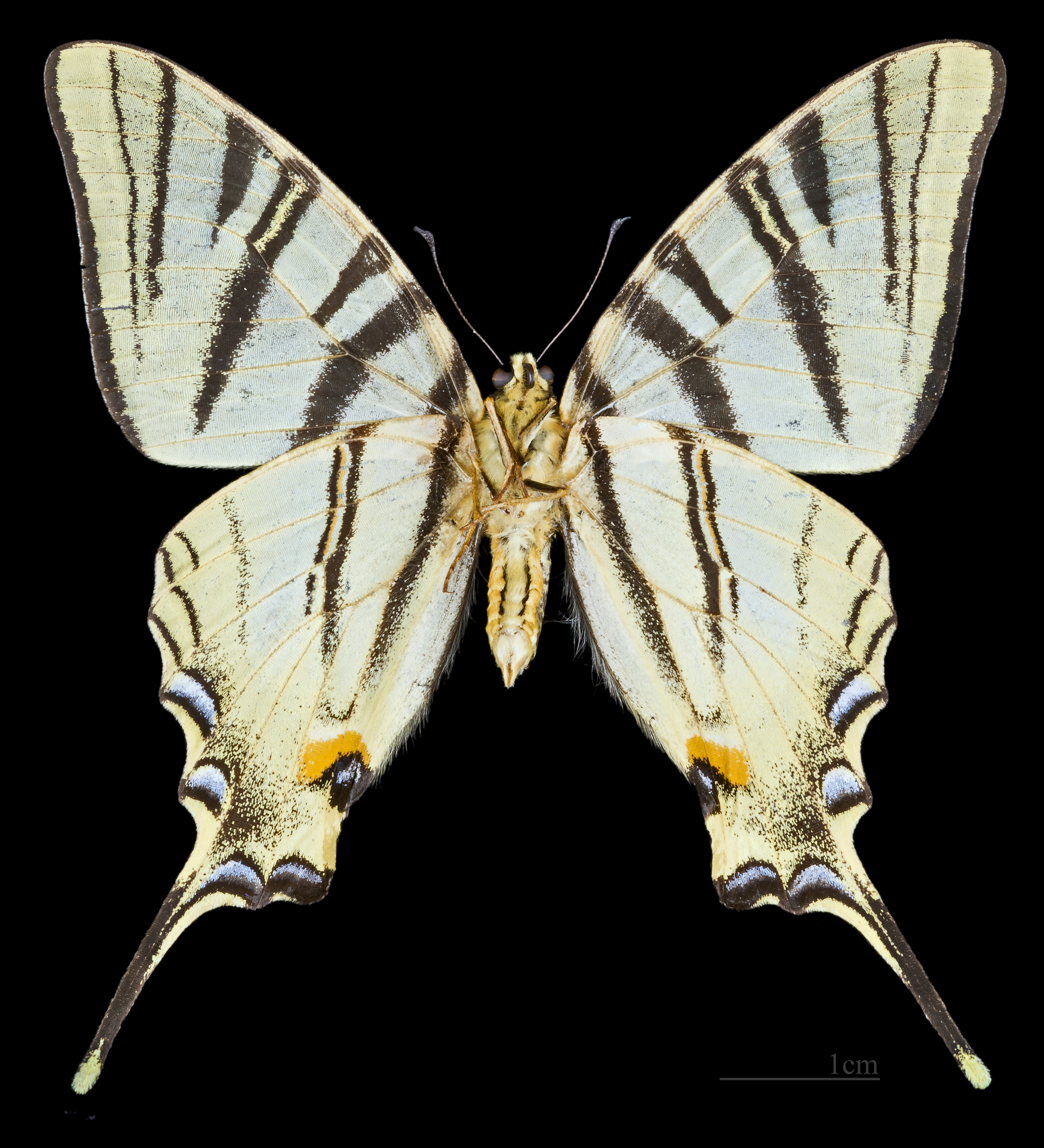
♂ △
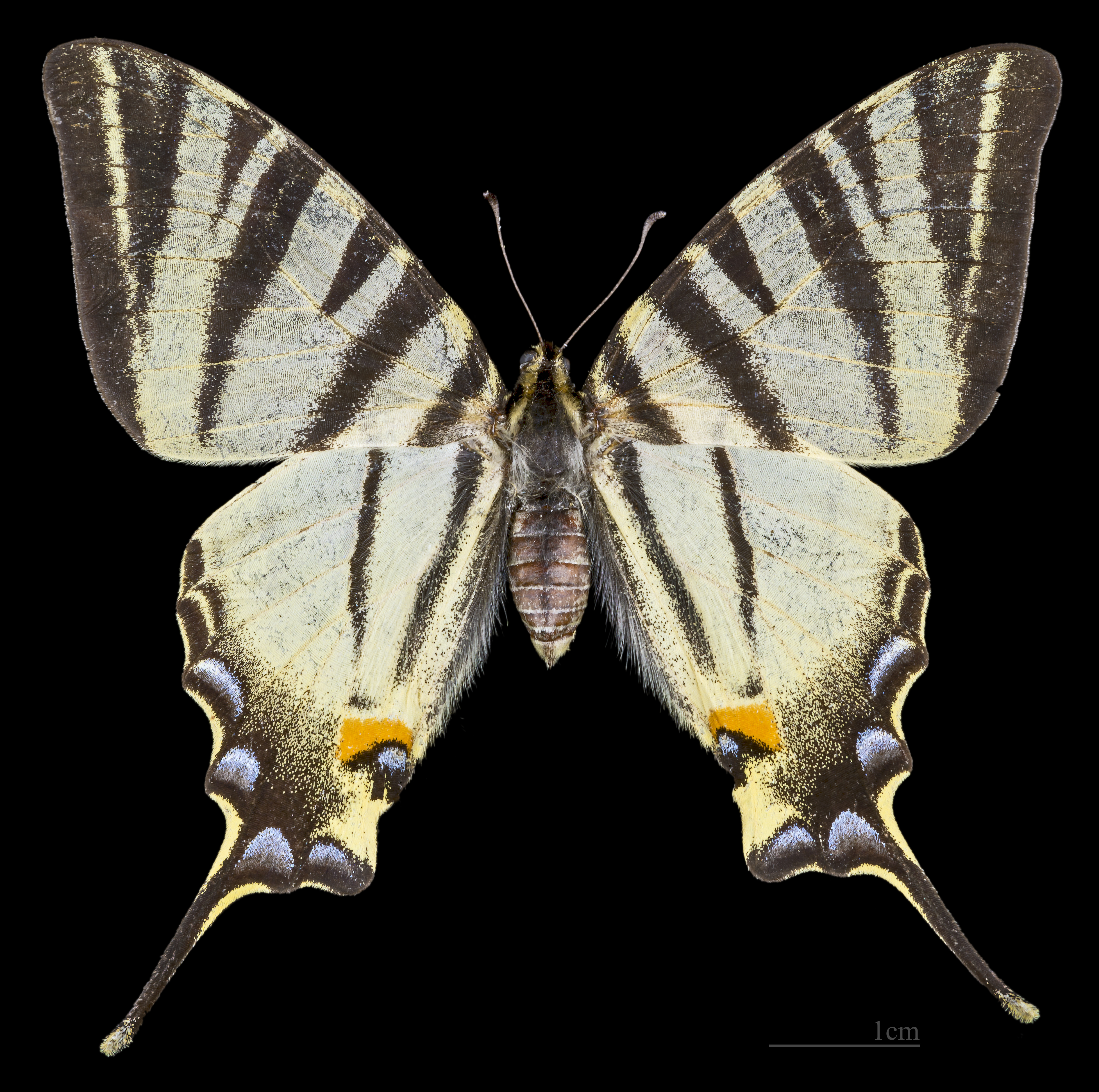
♀
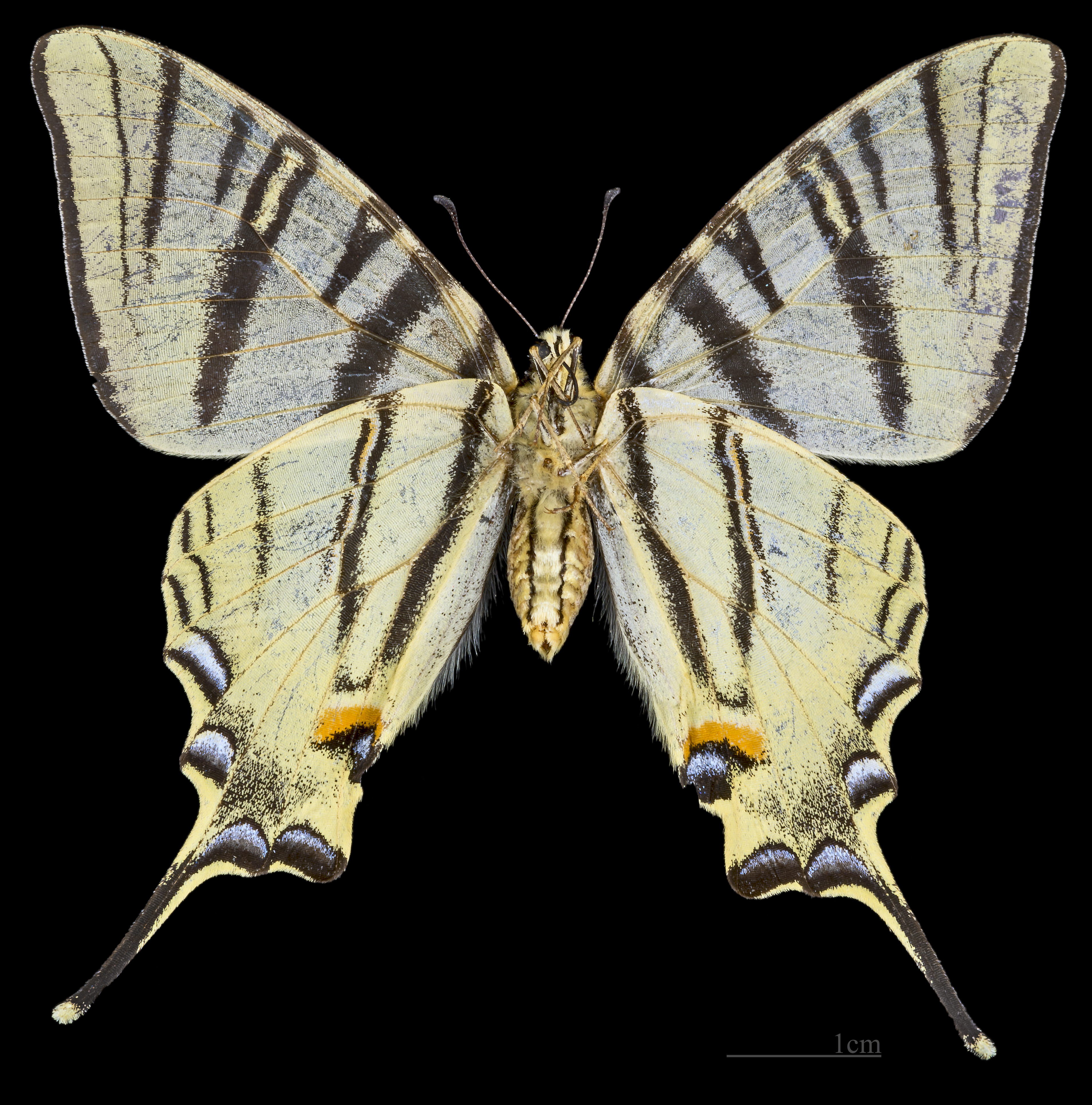
♀ △

### Stadia rozwojowe
Gąsienice ubarwiona jest zielono z żółtymi prążkami i często czerwonymi kropkami, jednak przed przepoczwarczeniem zmienia barwę na ochrowożółtą. Ubarwienie gąsienicy pełni funkcję obronną, gdyż imituje ptasie odchody. Poczwarka letnia jest zielona, natomiast zimowa brązowa, przytwierdzona jest kremastrem do łodygi, przepasana jedwabną nicią w połowie długości (zwrócona kremastrem do dołu).

## Biologia i ekologia

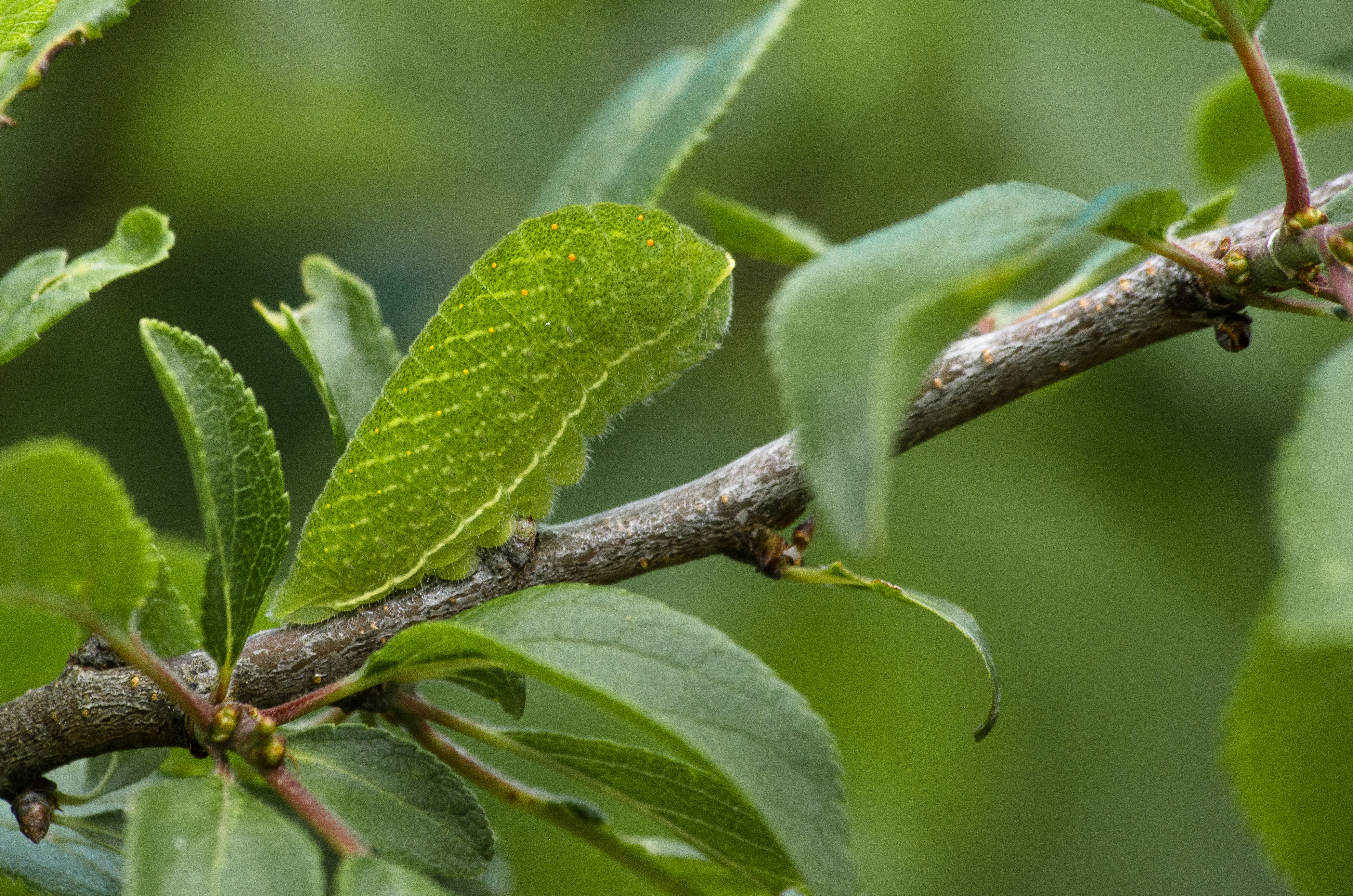
Gąsienica pazia żeglarza (Iphiclides podalirius) świetnie zlewa się z liśćmi rośliny żywicielskiej tj. śliwy tarniny

Dorosłe składają jaja pojedynczo na roślinach żywicielskich. Gąsienice żerują pojedynczo na krzewach i drzewach owocowych z rodzaju Prunus (np. śliwie tarninie, śliwie domowej, czereśni ptasiej, brzoskwini, moreli), gruszy, jabłoni, głogu jednoszyjkowym i jarzębinie. Stadium poczwarki w lecie trwa 3-5 tygodni. W warunkach polskich pierwsze pokolenie pojawia się w maju i lata do początku lipca, a drugie pokolenie, jeśli występuje, pojawia się na początku sierpnia.

## Występowanie
Europa, Afryka Północna, klimat umiarkowany Azji. W Europie Południowo-Wschodniej wszędzie pospolity. Natomiast w Europie Północnej należy do rzadkości. W krajach skandynawskich i Anglii były obserwowane tylko pojedyncze, zalatujące osobniki. W Polsce występuje głównie na południu i w środkowej części kraju. W polskich Karpatach występuje we wszystkich istniejących tam parkach narodowych z wyjątkiem Tatrzańskiego Parku Narodowego.  Spotykany rzadko, rzadziej niż paź królowej, lokalnie w coraz mniejszych ilościach. Zauważyć go można na skałkach, nasłonecznionych pagórkach, polanach i sadach. Objęty ochroną gatunkową.

## Ochrona
W Polsce gatunek ten objęty był w latach 1952–2014 ścisłą ochroną gatunkową, a od 2014 objęty jest częściową ochroną gatunkową.

## Filatelistyka
Poczta Polska wyemitowała 30 grudnia 1961 r. znaczek pocztowy przedstawiający pazia żeglarza o nominale 1,50 zł, w serii Owady chronione. Autorem projektu znaczka był Alojzy Balcerzak. Wydrukowano 2 142 000 sztuk. Znaczek pozostawał w obiegu do 31 grudnia 1994 Drugi raz paź żeglarz ukazany został na polskim znaczku w serii Motyle z kolekcji Instytutu Zoologii PAN w Warszawie, wyemitowanej 16 listopada 1991. Projektantem znaczka był Ovidiu Oprescu. Wydrukowano 2 500 000 sztuk. Znaczek pozostawał w obiegu do 15 stycznia 1994.